# 羅家寶 (商人)
羅家寶（1950年—）是堡獅龍創辦人羅定邦的四子，曾為中國基建投資有限公司主席、百樂集團主席和四寶投資有限公司董事總經理，以熱衷炒賣物業聞名。

## 投資
- 尖沙咀百樂酒店
- Mocca鞋店
- 大埔雍雅山
- 沙田崗背街的皇御居